# Sesquiluna
Sesquiluna é um gênero de mariposa pertencente à família dos endromídeos.